# 社村 (鳥取県東伯郡)
社村（やしろそん）は、鳥取県東伯郡にあった村。現在の倉吉市の一部にあたる。

## 地理
久米が原台地の東部、国府川の中下流域に位置していた。
- 山岳：四王寺山[3]

## 歴史
- 1889年（明治22年）10月1日、町村制の施行により、久米郡黒見村、横田村、福光村、国分寺村、秋喜村、国府村、大谷村、不入岡村、和田村が合併して村制施行し、社村が発足[1][2]。旧村名を継承した黒見、横田、福光、国分寺、秋喜、国府、大谷、不入岡、和田の9大字を編成[2]。
- 1896年（明治29年）4月1日、郡の統合により東伯郡に所属[2]。
- 1903年（明治36年）畜産振興のため大字大谷に種畜場を設置し1912年（大正元年）廃止[2]。1915年（大正4年）に再開し1928年（昭和3年）まで存続した[2]。
- 1934年（昭和9年）国府川の大洪水で大字福光・秋喜・国分寺・国府は荒廃したが、耕地整理組合を設立して復旧に尽力し、1936年（昭和11年）に完成[2]。
- 1953年（昭和28年）10月1日、東伯郡西郷村、上井町、倉吉町、上小鴨村、上北条村、北谷村、高城村、灘手村（一部）と合併し、市制施行して倉吉市を新設して廃止された[1][2]。合併後、倉吉市大字黒見・横田・福光・国分寺・秋喜・国府・大谷・不入岡・和田となる[2]。

## 産業
- 農業[2]
- 産物：スイカ、サツマイモ、陸稲、養蚕[2]

## 教育
- 1873年（明治6年）不入岡学校、島田学校開校[2]。1874年（明治7年）2校を統合し国分寺学校となる[2]。その後、国分寺小学校、国分寺尋常小学校を経て、1889年（明治22年）社尋常小学校に改称[2]。1900年（明治33年）高等科設置[2]。1941年（昭和16年）社国民学校を経て、1947年（昭和22年）社小学校に改称[2]。（現倉吉市立社小学校）
- 1947年、社・北谷・高城3か村組合立久米中学校を大字横田に開校[2]。（現倉吉市立久米中学校）
- 1887年（明治20年）県立倉吉農学校が大字大谷の久米が原台地に新築移転[2]。（現鳥取県立倉吉農業高等学校）

## 名所・旧跡
- 伯耆国庁跡[2]
- 伯耆国分寺跡[2]